# Żulany
Żulany (ukr. Жуляни) – dzielnica w południowo-zachodnim Kijowie, stolicy Ukrainy. Jest to przede wszystkim dzielnica domków jednorodzinnych. Jest częścią rejonu sołomjanskiego i hołosijiwskiego. Jak Trojeszczyna, Żulany stał się częścią gminy Kijów w 1988 roku. Na jej terenie znajduje się Port lotniczy Kijów-Żulany.